# Toshiba HX-10

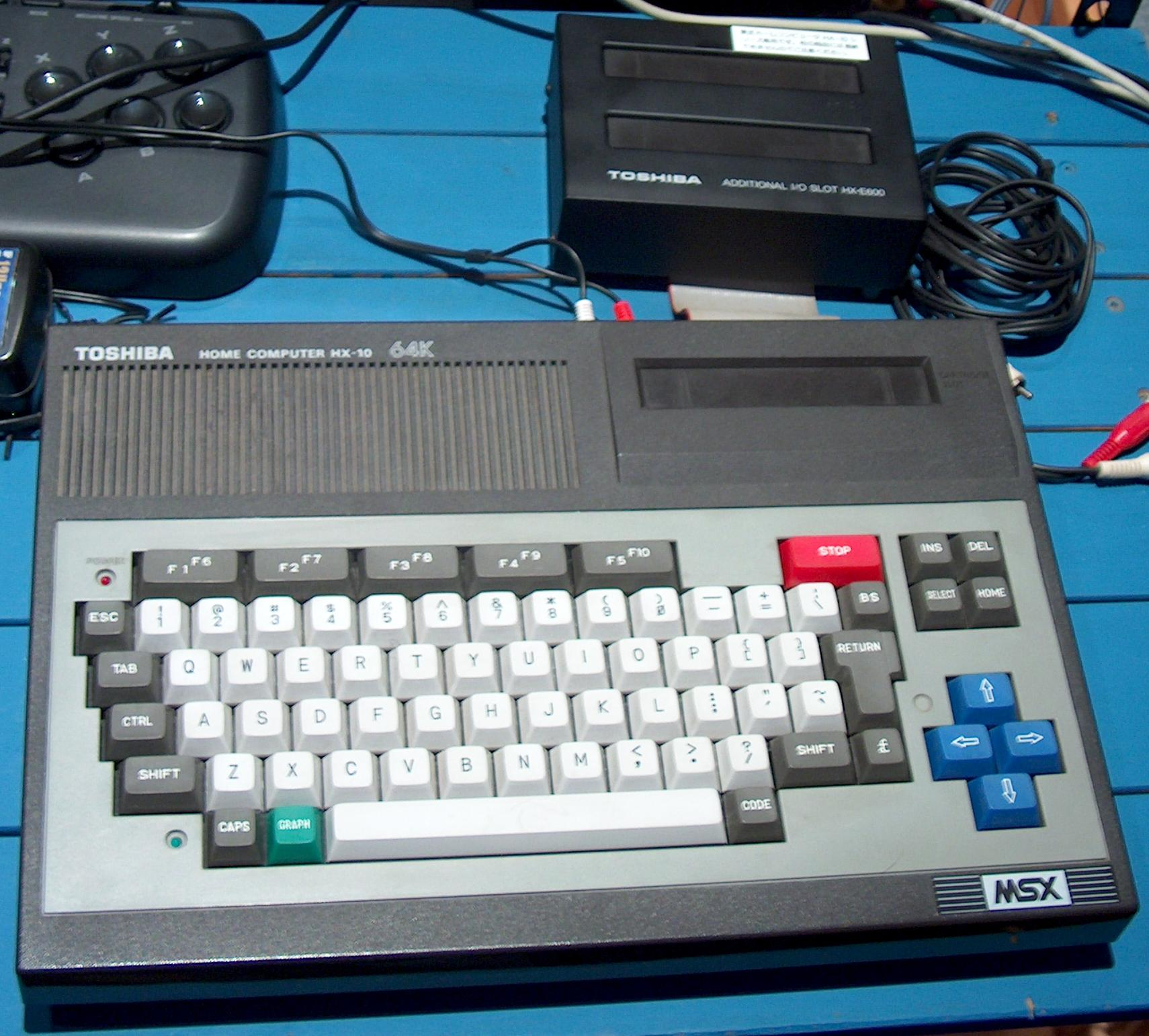
Toshiba HX-10 mit Cartridgeslot-Erweiterung.

Toshiba HX-10 war ein MSX-Heimcomputer von Toshiba, der im Mai 1984 auf den Markt gebracht wurde. Er wurde bereits von Beginn her mit viel Peripherie-Geräten produziert. So wurden gleichzeitig Drucker, Kassettenrekorder, Diskettenlaufwerke, Monitore, Cartridgeslot-Erweiterungen und auch Modems für diesen Computer angeboten. Ebenso wurde von Toshiba produzierte Software angeboten, wie Textverarbeitung, Tabellenkalkulation mit der Möglichkeit, Grafiken wie beispielsweise Tortendiagramme zu erstellen. Damit war der Computer auch für den professionellen Bürobereich geeignet.

## Beschreibung
Auffallende äußere Merkmale sind die relativ großen Funktionstasten und die kreuzförmige Anordnung der Cursor-Tasten. Die Maße betrugen 370 × 245 × 60 Millimeter und der Computer wog 2,8 Kilogramm. Ausgerüstet war der Computer mit einem Z80A-Prozessor, einen Texas Instruments TMS-9929A-Videochip, 64 KB Arbeitsspeicher (30 KB frei für die eigene Programmierung) und 16 KB Videospeicher. Die Schnittstellen waren ein Cartridge-Steckplatz, zwei Joystick-Anschlüsse, ein Composite-Video- und ein HF-Video-Ausgang, Anschluss für Kassettenrekorder, ein Centronics-Anschluss (Drucker) und ein Ausgang für die Cartridge-Erweiterung.

## Varianten
- HX-10P, mit einer QWERTY-Tastatur und einem PAL-Videoausgang. Diese Variante wurde speziell für den europäischen Markt entworfen.[4]
- HX-10DK, wurde mit einem Kanji-Zeichen-ROM ausgestattet.[4]
- HX-10DPN, mit einem Scart-Video-Anschluss.[4]
- HX-10F, mit einer AZERTY-Tastatur und einer SECAM-Video-Schnittstelle für den französischen Markt.[4]
- HX-10S/SA, mit einer abgeänderten QWERTY-Tastatur für den spanischen Markt. Der Arbeitsspeicher betrug nur 16 KiB.[4]

## Diverses
In der dreiteiligen Fernsehfilmserie Damon and Debbie (Herbst 1987) von Channel 4 stand in der ersten Episode ein Toshiba HX-10 in Debbies Zimmer.